# 身代
身代（しんだい/みのしろ）とは、中世から近世日本にかけて用いられた用語。時代によって異なる内容で用いられた。

## 概要
平安時代後期以降においては、所帯（しょたい）とも呼ばれた銭米などの財物・所領・所職などの個人が所有する財産を意味する用法と、借銭や借米などの債務や年貢や公事の未進に際して質（＝人質）として捕らえられた人を指す用法がある。もっとも2つの用法は全く無関係ではなく、債務・未進が発生すると、まず前者の「身代」（＝「所帯」）の代価が充てられ、それでも不足した場合には債務者・未進者本人あるいはその身内が有する労働力――すなわち、後者の「身代」をもって充てられていた。
一定期間の召籠の刑罰を科されたりや債務や未進の分だけ一定期間債権者や領主に使役されたりすると通常は解放されたが、そのまま人身売買の対象として売却され、生涯下人身分に落とされる場合もあった。中世においては飢饉や戦乱などの社会的な混乱やそれに伴う生活苦による債務・未進の増大、労働力の不足による人身売買の活発化などによって身代とされた人の売却・下人化が進行した。そのため、人身売買によって生じた売買代金のことも「身代」と称するようになった。
江戸時代に入ると前者の用法に由来する本人の労働力を含めた個人財産を指す「身代」を“しんだい”、と後者の用法に由来する下人などの債務奴隷や人質を意味する“みのしろ”と読むようになった。